# Amici come noi
Amici come noi è un film del 2014 diretto da Enrico Lando e interpretato da Pio e Amedeo.

## Trama
Pio e Amedeo sono due stretti amici trentenni nonché soci in affari di una particolare agenzia di pompe funebri a Monte Sant'Angelo, in provincia di Foggia. 
Pio sta per sposare Rosa, una giovane insegnante elementare, e dopo il matrimonio hanno il progetto di andare a vivere insieme a Belluno. Amedeo, invece, è ancora single e dedito alle varie e occasionali scappatelle con diverse ragazze. Qualche giorno prima delle nozze, vale a dire durante il suo addio al celibato, Pio riceve e vede circolare sul web un video piccante sulla futura sposa. Pio decide di lasciarla ma, dato che vivono in una piccola cittadina rurale, tutto il paese viene subito a conoscenza del fatto e viene pure disegnato un graffito che raffigura Pio con le corna.
Nonostante Rosa, sostenuta la sua famiglia, neghi di aver tradito Pio per fino durante una perdita di lucidità all'addio al nubilato, Pio è accecato dalla delusione e, aizzato dall'amico, non accetta spiegazioni e si tira addosso tutta l'ira della madre di Rosa.
A questo punto Amedeo lo convince a lasciare Foggia per andare a Roma, con la vecchia Rolls Royce che era stata noleggiata come auto nuziale per Pio e Rosa, da suo zio. I due hanno intenzione di chiedere allo zio ricco 30.000 € per aprire un'attività di pompe funebri nella stessa città. Lo zio però non accetta, così i due amici decidono di rapire il suo amato pappagallo Onofrio, per poterlo poi ricattare.
Con l'aiuto di due amiche di Amedeo da cui egli e Pio si sono fatti ospitare, chiedono il riscatto, ma sfortunatamente il pappagallo muore strozzandosi con lo stuzzicadenti di una braciola. Nel frattempo lo strozzino Cosimo, con cui Amedeo si è indebitato per poter aprire l'azienda di pompe funebri a Monte Sant'Angelo, insegue Amedeo sino a Roma: Amedeo gli consegna la Rolls Royce (che vale molti più soldi di quelli del debito) per levarselo di torno una volta per tutte. 
Amedeo e Pio decidono poi di lasciare la Capitale e arrivano quindi a Milano con il sogno di Amedeo di fare un provino nel Milan, ma qui Pio scopre che la storia del video piccante di Rosa era in realtà soltanto uno scherzo: Amedeo aveva architettato tutto, grazie all'aiuto della sua amica spagnola Laura, la quale si era fatta un tatuaggio all'henné nel fondoschiena identico a quello permanente di Rosa e aveva sfruttato la sua somiglianza con Rosa stessa. Questo perché non voleva che Pio andasse a vivere con Rosa a Belluno: a quel punto, Amedeo sarebbe infatti rimasto solo nel paese natio, essendo da 2 anni anche orfano. 
Pio inizialmente si arrabbia con Amedeo ma poi si riappacificano e partono insieme per Amsterdam, città in cui Pio e Rosa avrebbero dovuto trascorrere la loro luna di miele. Dopo una serie di malintesi, i due amici incontrano casualmente Rosa e la sua amica Marika, le quali beccano Pio, stordito dall'assunzione di funghi allucinogeni, nella vetrina di una prostituta. Rosa quindi accantona l'ipotesi di avvicinarsi di nuovo a Pio non volendo più avere contatti con lui.
Tornati in Puglia, Pio, grazie all'aiuto del fraterno amico, si scusa con Rosa dedicandole una serenata in presenza di tutto il paese e lei, dopo averlo perdonato, decide finalmente di sposarsi con lui e di rimanere a Foggia, senza partire più per Belluno. Amedeo, che nel frattempo ha iniziato una relazione con la sua amica Laura prendendosi anche carico del figlio della ragazza, cerca di farsi perdonare dal caos che ha creato tra Pio e Rosa, e fa loro un regalo: i Modà, il gruppo preferito dai due sposi, che impersonano i preti della messa nuziale e cantano la celebrazione, e tutti i presenti danzano in una coreografia pur semplice ma improbabilmente spontanea.

## Produzione

### Riprese
Il film è stato girato nell'autunno del 2013 a Montecelio, Monte Sant'Angelo, Foggia, Milano, Roma e Amsterdam. Il paese del film è Monte Sant'Angelo.

## Colonna sonora
Nel film è presente la canzone La notte dei Modà. Nel finale, durante la celebrazione del matrimonio di Pio e Rosa, è lo stesso Kekko Silvestre, leader e voce del gruppo musicale, a cantare la canzone interpretando il sacerdote.
La canzone che fa da sigla finale al film, scritta appositamente per l'occasione e cantata dai protagonisti Pio e Amedeo, è Fuggi da Foggia la cui musica è stata ideata dal comico Checco Zalone.

## Distribuzione
Il film è uscito nelle sale cinematografiche il 20 marzo 2014, distribuito da Medusa Film.

## Accoglienza

### Successo
Il film apre nelle sale il 21 marzo 2014, incassando 93.224 euro nelle prime 24 ore, con circa 16.000 spettatori paganti. Nel primo fine settimana di programmazione il film incassa 1.275.272 euro complessivi. L'incasso complessivo della pellicola sarà di 2.276.000 euro.

### Critica
La recensione del periodico Rivista del cinematografo non è molto positiva, pur prendendo atto del successo di pubblico riscosso sottolinea una serie di criticità, a suo avviso, che si hanno nella pellicola: Non è volgare né demenziale, eppure la commedia Amici come noi con Pio & Amedeo stenta a decollare: l'interazione tra le due Iene, rigorosamente in foggiano, domina il grande schermo ma relega in un angolo la trama (...) La pellicola, diretta da Enrico Lando, sembra la tipica bomboniera da matrimonio, uno di quei soprammobili vistosi ma inutili, stipati sulle credenze mentre attirano la polvere eppure tanto cari a certe famiglie.
Una recensione positiva al film dei due comici foggiani arriva invece dal quotidiano il Giornale per mezzo di Massimo Bertarelli: Ogni tanto la commedia italiana dà segni di risveglio. Come in questo spassoso filmino senza pretese ambientato in provincia di Foggia. (...) Molte risate tra qui pro quo, giochi di parole e due sorprendenti comici.
Positiva, anche se con qualche piccola nota negativa, è anche la critica alla pellicola fatta da Francesco Alò de Il Messaggero: Meno scorretto di Zalone e meno idiota de 'I soliti idioti', il duo proveniente da 'Le Iene' ricorda molto Ficarra e Picone. C'è sincera alchimia, umiltà cinematografica (alla regia il Lando de 'I soliti idioti') e qualche gag ben riuscita (ad Amsterdam si lamentano dell'inciviltà del troppo ordinato traffico su due ruote). A volte Pio & Amedeo rischiano di sembrare la copia di altri intrattenitori. Ma ci piacerebbe vedere un loro altro film.

### Giudizi
- L'Internet Movie Database ha assegnato al film un punteggio di 4,7/10 ().[9]
- MYmovies ha assegnato alla pellicola un punteggio di 2/5 ().[6]
- La Rivista del Cinematografo ha assegnato al film un punteggio di 1/5 ().[10]
- Su Movieplayer.it al film viene assegnato un punteggio di 5/10. ().[11]